# Necrofilia homosexual en el ánade real

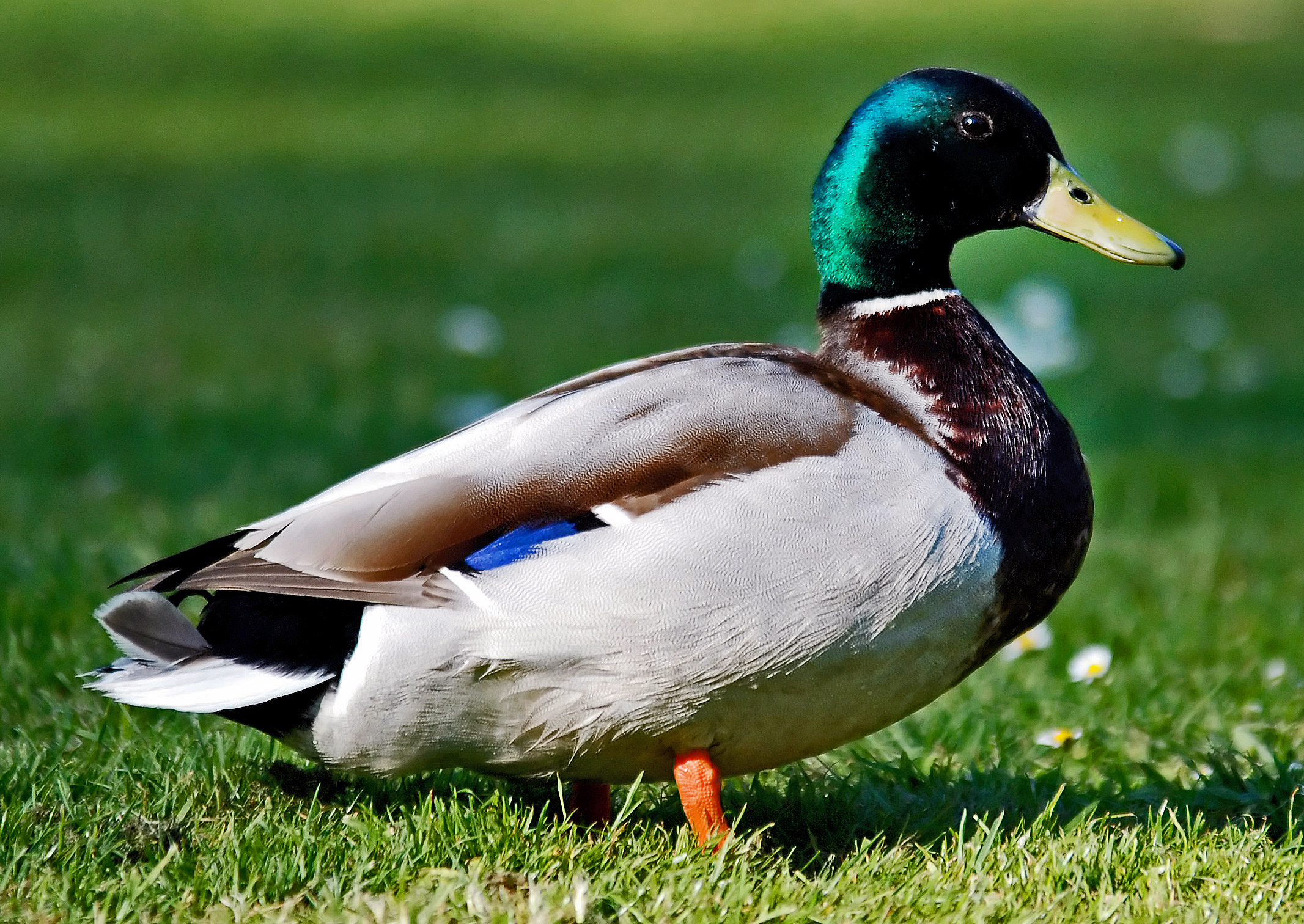
Un ánade real macho. Uno de cada diez ánades reales son homosexuales.

La necrofilia homosexual en el ánade real hace referencia a un comportamiento documentado por primera vez en 1995 en los Países Bajos. La necrofilia en animales sucede cuando un animal vivo copula con un animal muerto. El caso más conocido es el que presenció Kees Moeliker del Museo de Historia Natural de Róterdam al observar actividades sexuales fuera de su oficina entre un ánade real vivo y otro muerto. Dos ánades machos estaban ejecutando un vuelo de violación, típico comportamiento en la conducta sexual de los ánades, cuando chocaron contra su ventana. «Cuando uno de ellos murió, el otro se fue a por él y no recibió ninguna respuesta negativa (bueno, no recibió ninguna respuesta)». Moeliker describió el caso como «necrofilia homosexual». Se informó científicamente del mismo en Deinsea 8-2001, junto a unas fotos, y por él Moeliker obtuvo el Premio Ig Nobel de Biología en 2003, otorgado a la investigación divertida.
Adicionalmente, se ha observado un comportamiento parecido en otras especies. Por ejemplo, los sapos de caña machos copulan con otros sapos de caña muertos, e incluso con objetos inanimados.